# Spadkobiercy (program telewizyjny)
Spadkobiercy – polska sceniczna, improwizowana parodia konwencji opery mydlanej, na motywach między innymi Dynastii, Dallas czy Santa Barbara. Przedstawienie realizowane jest na scenach klubów i festiwalów kabaretowych cyklicznie od 1993, a emitowane od 2008 jako niezależny serial telewizyjny na antenie TV4 i Comedy Central Polska. Podstawą pomysłu jest brak sztywnego scenariusza. Aktorzy dopiero tuż przed wejściem na scenę zostają poinformowani, z kim i na jaki temat mają rozmawiać. Reszta to improwizacja aktorów.

## Realizacja
Serial polega na prawie stuprocentowej improwizacji aktorów, którzy posiadają wiedzę jedynie na temat linii fabularnej oraz wiedzą, jakich rekwizytów mogą użyć, kto w danej scenie występuje oraz jak dana scena powinna się zakończyć. Wszystkiego dowiadują się dopiero na chwilę przed wejściem na scenę, dlatego dialogi, sceniczne gagi czy sposoby realizacji podyktowanej fabuły pozostają improwizowane.
Często w serialu występują w roli gościa osoby znane powszechnie w środowisku telewizyjnym – ich rolą jest obejrzenie początku odcinka z poziomu widza, a następnie po zabrzmieniu sygnału, wejście na scenę, wysłuchanie reżysera i odegranie postaci przez niego podyktowanej. W takiej sytuacji scena jest skupiona przede wszystkim na gościu, od którego zależy humor i dobre przeprowadzenie sceny. Maria Czubaszek, po odegraniu epizodycznej roli, została wcielona do serialu na stałe.
Scenariusz, choć nieodbiegający stylistyką od innych oper mydlanych, zrealizowany jest tak, by umożliwić komikom i gościom jak największe pole do popisu. Często obecne jest także wzajemne stawianie sobie wyzwań, np. w formie próśb o zacytowanie wiersza, zaśpiewanie piosenki czy wyszkolenia kogoś w danej (często nieznanej dla aktora) dziedzinie. Jako że jest to serial obyczajowy, nie brakuje także scen lirycznych i dramatycznych, które poprzez zachowanie widzów i publiczności, przeradzają się w komedię.
Reżyserem spektakli jest ich pomysłodawca Dariusz Kamys, który pełni też rolę inspicjenta opiekującego się fabułą, wtajemniczającego aktorów w tematykę następnych scen i kontrolującego grę z pozycji suflera. Ponadto zaprasza gości na scenę, prezentuje didaskalia widzom telewizyjnym oraz kończy daną scenę za pomocą sygnału.
Całość historii jest spójna od początku istnienia programu i stanowi jedną z najdłuższych historii polskiej telewizji i kabaretu.

## Historia
Seria powstała w 1993 w klubie studenckim Gęba pod kierownictwem Dariusza Kamysa. Do końca 2008 powstało ponad 90 odcinków Spadkobierców.
Telewizyjnie serial zadebiutował 1 marca 2008 na antenie Telewizji Polsat, jako odrębny blok kabaretowy programu Piotr Bałtroczyk przedstawia (odc. 78–90). W czasie wakacji 2008, od pierwszej soboty lipca, emitowane były odcinki powtórkowe – w soboty i niedziele o 19.30 na antenie Polsatu.
Od 5 września 2009 nowe, 60-minutowe odcinki, po raz pierwszy jako niezależny serial telewizyjny, były emitowane na antenie TV4 co sobotę o 22:00 (powtórki w niedziele o 13:00 i 20:30). Nowością w nich było występowanie gościa specjalnego. Nagrania spektakli odbywały się początkowo w teatrze Bajka, a po jego upadku w teatrze Palladium w Warszawie. 8 października 2013 odbyła się ostatnia realizacja serialu na żywo we współpracy z kanałem TV4.
Ostatni odcinek szóstej serii zrealizowano 15 maja 2014 podczas 30. Przeglądu Kabaretów Amatorskich.
Serial został wznowiony w 2016, kiedy to 5 i 6 września nagrano 7. sezon serialu. Został udostępniony za darmo na VOD oraz w serwisie Ipla.

## Fabuła
Akcja serialu toczy się w Los Angeles w bogatej rodzinie Owensów. Przedsiębiorca Jonathan Owens ma troje dzieci: Billy’ego, George’a i Dorin. Billy to następca ojca w interesach i człowiek sukcesu, natomiast George nie interesuje się rodzinną firmą, używa życia i pozostaje w konflikcie z ojcem, któremu ma za złe, że nie zapłacił okupu za porwaną w dzieciństwie Dorin. Córka Owensa w wieku 14 lat została porwana, gdy szła do szkoły. Podczas porwania została uderzona w głowę, w wyniku czego straciła pamięć, dlatego musiała odbyć terapię. Wychowywała się w sierocińcu św. Wita w Ohio. W końcu odzyskała pamięć (za sprawą dra Membera), po czym wróciła do Los Angeles.
Postacią negatywną w serialu jest Frank Dealey – kolega z Wietnamu Jonathana Owensa i jego konkurent w interesach. Na obu mężczyznach pragnie zemścić się John McPherson, którego ci pozostawili samotnie w wietnamskiej dżungli na pewną śmierć. Sytuację rodzinną komplikuje też Maggie, matka Jonathana, która mieszka u Owensów. W fabule pojawia się także Harry, człowiek niebezpieczny, który wyszedł warunkowo z więzienia.
Przyjaciółmi rodziny są m.in. Warren Johnson, który często dzieli się radami z Owensami i Ken Heighly – narzeczony Dorin, który urodził się w Czechosłowacji jako Jiří, został przemycony w bagażniku trabanta do USA. Z rodziną stale spotyka się też Harriet Ferguson – była agentka FBI zatrudniona przez Jonathana Owensa do inwigilacji Dealeya, a prywatnie kochanka Dealeya, z którym ma córkę Jane. Owensowie mają też swojego lekarza rodzinnego – niekonwencjonalnego dra Dreyfusa.

## Bohaterowie
- Jonathan Owens – główny bohater serialu, głowa rodziny Owensów, weteran wojny w Wietnamie, wdowiec, ojciec Dorin, George’a i Billy’ego, w tej roli: Artur Andrus, Robert Górski, Robert Korólczyk
- Jane Owens – postać znana widzom ze wspomnień rodzinnych, zmarła żona Jonathana, pojawia się raz podczas snu Jonathana, w tej roli gościnnie: Grażyna Wolszczak
- Maggie Mekintosz Owens – matka Jonathana Owensa, seniorka rodu, komplikuje rodzinną sytuację chcąc przejąć fortunę syna: Maria Czubaszek. Ze względu na śmierć aktorki, we wznowionym w 2016 serialu wspomniano, że Maggie wybrała się w podróż dookoła świata, z której przesyła kartki pocztowe.
- Bill Owens – starszy syn Jonathana Owensa, człowiek „sukcesu”: Marcin Wójcik, Robert Górski
- George Owens – młodszy syn Jonathana Owensa, jego następca i prawa ręka w interesach. Gotowy wyśmiać wszystko i wszystkich: Robert Górski, Grzegorz Halama, Roman Żurek, Michał Wójcik
- Dorin Owens – córka Jonathana Owensa, porwana dla okupu w wieku dwóch lat. Matka Simona: Joanna Kołaczkowska
- Ken Heighly – mąż Dorin, sierota, przywieziony z Czechosłowacji do Los Angeles w bagażniku trabanta, syn Johna McPhersona: Wojciech Kamiński
- Frank Dealey – czarny charakter, konkurent Owensa w biznesie. Człowiek kłótliwy, palący charakterystyczne cygaro w folii. Ojciec Dawida. W ostatniej serii uciekł ze złotem Owensów: Janusz Rewers
- Harriet Ferguson – była kochanka Dealeya i Johna, obecnie narzeczona Jonathana oraz była agentka FBI, wynajęta przez Jonathana do inwigilacji Dealeya. Siostra Harry’ego. Matka Dawida: Agnieszka Litwin
- John McPherson – towarzysz Jonathana i Franka z Wietnamu. Próbował zabić Dealeya i Jonathana z zemsty za zostawienie go na ryżowym polu na łaskę żołnierzy Wietkongu. Były kochanek Harriet, ojciec Kena: Piotr Bałtroczyk
- Warren Johnson – przyjaciel wszystkich, nieszczęśliwie zakochany w Dorin, zawsze gotów udzielić dobrej rady: Wojciech Tremiszewski, Tomasz Łupak
- Dr Janusz Dreyfus – lekarz wszystkich specjalności, kierujący się pokrętną logiką, uważany za człowieka chorego psychicznie: Marek Grabie, Przemysław Żejmo
- Harry Ferguson – brat Harriet, uzależniony od wszystkiego, asystent doktora Dreyfusa. Wypuszczony warunkowo z więzienia, obecnie mieszkający u Dealeya: Michał Wójcik
- Kate Garnet – senatorka, sąsiadka rodziny Owensów: Katarzyna Michalska
- Check Sullivan – dawny znajomy Harriet, majordomus rodziny Owensów: Bartosz Gajda

### Postacie, które pojawiły się w serialu
- Sally – córka Jonathana
- Simon Steve Mike Owens – syn Dorin i N’Jono.
- Dawid Grand Dealey – syn Harriet i Franka.
- Linda Owl – sekretarka i kochanka Jonathana; zwolniona przez niego, gdy zaszła z nim w ciążę.
- Danny Cash – mąż Lindy.
- Ruth Dealey – matka Dealeya.
- Kewin – konkurent Jonathana w wyborach na kongresmena.
- Kate Dealey – żona Dealeya. Zmarła po próbie samobójczej.
- Jason Alweys – wspólnik Dealeya. Później przez niego zabity, gdy próbował go szantażować.
- dr Harris – lekarz i przyjaciel Jonathana Owensa. Zabity przez Dealeya za niewyleczenie jego żony.
- dr Lupez – naukowiec fizyki. Pracował dla Dealeya.
- Paola Santini – dziennikarka, która zrobiła Jonathanowi film o jego osobie na potrzeby wyborów na kongresmena.
- Jean – sekretarka Jonathana. Leciala z nim samolotem, który się rozbił.
- Jakson Hamwey Junior – kongresmen z ramienia partii demokratycznej kandydujący na gubernatora.
- naczelny L.A Teims – wypuszczał artykuły szkalujące Owensów.
- Canelli – paparazzi, który robił m.in. zdjęcia Dorin, gdy ta odwiedziła sierociniec.
- N’Jono – kochanek Dorin.
- McQaild – inspektor policji. Postrzelony przez Billy’ego.
- Cooler – inspektor badający sprawę postrzelenia McQailda.
- Beth McQaild – żona McQailda.
- Hamfrey Smetana – członek zarządu Owens Corp i adwokat Owensów.
- Jenny Owen – bizneswomen i członkini zarządu Owens Corp.
- Steyci Morgan – biznesmen i członek zarządu Owens Corp.
- dr Dexter – były lekarz rodziny Owensów.
- Woods – agent federalny badający sprawę potrącenia samochodem kobiety przez Billy’ego.
- Scot – chciał pomóc za pieniądze Owensom w uciszeniu świadka, który oskarżał Billy’ego.
- Herman Kerrel – płatny zabójca.
- Farkel – agent federalny.
- An Stuart – była dziewczyna Kena.
- Alice – była dziewczyna George’a.
- Chris Lawschow – dawny ukochany Harriet, który chciał się z nią ożenić.
- Makarow – płatny zabójca i znajomy McPhersona.

### Gościnnie
- Phill Murdock – były agent FBI, który kiedyś współpracował z Harriet. Chciał namówić ją do powrotu do służby, w tej roli: Andrzej Grabowski
- Mauricio – kolumbijski diler narkotyków: Piotr Pręgowski
- Wolf – specjalista od uroczystości ślubnych: Marek Siudym
- Karen – była nianią George’a i Billy’ego, miała doprowadzić do zgody między braćmi: Elżbieta Zapendowska
- Collin – kolega Kena z czasów, kiedy był w domu dziecka: Olaf Lubaszenko
- Ken – stylista, wynajęty przez Kena Heighly’ego: Robert Janowski
- Pastor Bishop – miał pomóc Jonathanowi przekonać Dorin do wstrzemięźliwości w sypianiu z facetami: Stanisław Tym
- Denis Lovejoy – barman, wynajęty przez George’a na wesele: Piotr Najsztub
- Natasha Rusłanowa – rosyjska piosenkarka, dziewczyna George’a: Monika Richardson
- Jonathan Jonatan Owens – ojciec Jonathana, Wietnamczyk, mąż Maggie: Wojciech Karolak
- Stephen – barman, właściciel pewnej knajpy: Tomasz Kammel
- Hiro Mamadance – specjalista w opiekowaniu się dziećmi, babysitter: Hieronim Wrona
- Edward – lokaj Franka Dealeya: Tomasz Majer
- Steve Ortopeda – bezdomny, przyprowadzony do Owensów przez Warrena: Andrzej Młynarczyk
- Griegorij Rusłanow – ojciec Nataszy, szef mafii: Zygmunt Chajzer
- Guru – guru, który odmienił Warrena: Paweł Królikowski
- Specjalista od obrony – uczył obrony Dorin i McPhersona: Wiktor Zborowski
- George – specjalista od odchudzania: Marcin Dorociński
- Specjalista od ceremonii ślubnych – przeprowadzał próbę ślubu Dorin i Kena: Maciej Kozłowski
- Paul – zawodowy porywacz dzieci: Paweł Deląg
- Robert – terapeuta, który dał wzorzec ojca Kenowi: Robert Rozmus
- Brown – kolega Dealeya, Johna i Jonathana z Wietnamu, być może ojciec Kena: Wojciech Mann
- Lekarz – lekarz Owensów przed Dreyfusem: Dariusz Kamys
- Lake – lekarz od przypadków specjalnych, sprowadzony przez doktora Dreyfusa: Jarosław Kret
- Betty – przyjaciółka Harriet ze studiów: Joanna Liszowska
- Chester – adoptowany przez George’a 12-latek: Andrzej Poniedzielski
- Steve – znany stylista, miał pomóc Dorin i Kenowi przy zmianie wizerunku, kiedy okazało się, że odchudzająca kuracja doktora Dreyfusa przyniosła zamierzony efekt: Przemysław Saleta
- Phil – jasnowidz zaproszony przez Warrena do domu Owensów, ponieważ jego umiejętności mogą pomóc w odnalezieniu Jonathana: Rafał Bryndal
- Lady Pakpeth – 70-letnia staruszka zaproszona przez doktora Dreyfusa, jego była pacjentka: Agnieszka Włodarczyk
- Windykator długów – próbował odebrać od Maggie pieniądze przegrane w gry hazardowe: Jacek Borkowski
- Jonathan – odmłodzony po operacji plastycznej: Mateusz Borek
- Waikiki Waikiki – specjalista od pojedynków, nadzorujący walkę o Harriet między George’em a Dreyfusem: Stefan Friedmann
- Dyrektor szkoły – dyrektor szkoły, do której Dorin i John chcieli zapisać Kena, aby ten szybciej wyszedł z „wieku dziecięcego”: Andrzej Piaseczny
- Matka przełożona – zakonnica, z którą spotyka się Dorin w sprawie wyjazdu na misję: Edyta Jungowska
- Agent Tomek – agent FBI, który próbował dowiedzieć się od rodziny Owensów, gdzie ukryte jest skradzione złoto: Tomasz Raczek
- Kurator – kurator Harryego: Bartłomiej Kasprzykowski
- Negocjator – przyjechał aby pomóc w związku Kena i Dorin: Krzysztof Kowalewski
- Olivia z biura matrymonialnego – zgłosiła się na ogłoszenie George’a z biura matrymonialnego: Hanna Śleszyńska
- Inspektor policji – wyjaśnia sprawę podpalonego laboratorium doktora Dreyfusa: Adam Nowak
- Pracownica opieki społecznej – przyjechała sprawdzić opiekę McPhersona nad Kenem: Marzena Rogalska
- Dawna sympatia – dawna miłość Jonathana, spotkano ją w galerii i zaproszono by podniosła na duchu swoją dawną miłość: Alicja Resich-Modlińska
- Menadżer – menadżer zajmujący się interesami Owensów w Wenezueli: Maciej Miecznikowski
- Psychiatra – biegły psychiatra oceniający stan psychiczny Jonathana: Paweł Burczyk
- Milioner – człowiek sukcesu doradzający Billy’emu w prowadzeniu biznesu: Mirosław Baka
- Marszand sztuki – nauczyciel malarstwa organizujący licytację obrazu George’a: Emilian Kamiński
- Komornik – komornik, który przychodzi do rodziny Owensów, by odebrać im majątek: Maciej Stuhr
- Specjalista od efektów specjalnych – wpadł by pomóc George’owi w jego produkcji filmowej: Marian Opania
- Bizneswoman – zaborcza bizneswoman zamierzająca wprowadzić browar czeski na rynek amerykański, przeprowadza rozmowę o pracę z Kenem (i towarzyszącą mu Dorin): Monika Dryl

### Obsada głównych ról
| Aktor                                                  | Rola                   | Status    |
| ------------------------------------------------------ | ---------------------- | --------- |
| Artur Andrus / Robert Górski / Robert Korólczyk        | Jonathan Owens         | od 1993   |
| Maria Czubaszek                                        | Maggie Mekintosz Owens | 2010–2014 |
| Marcin Wójcik / Robert Górski                          | Billy Owens            | od 1993   |
| Joanna Kołaczkowska                                    | Dorin Owens            | od 1993   |
| Robert Górski / Michał Wójcik                          | George Owens           | od 1993   |
| Wojciech Kamiński                                      | Ken Heighly            | od 1993   |
| Janusz Rewers                                          | Frank Dealey           | od 1993   |
| Agnieszka Litwin                                       | Harriet Ferguson       | od 1994   |
| Piotr Bałtroczyk                                       | John McPherson         | od 2008   |
| Wojciech Tremiszewski / Tomasz Łupak / Mariusz Matysik | Warren Johnson         | od 1993   |
| Marek Grabie                                           | Dr Dreyfus             | od 2008   |
| Michał Wójcik                                          | Harry Ferguson         | od 2010   |